# Göthe Grefbo
Bror Göthe Ingvar Grefbo, ursprungligen Englund, född 30 oktober 1921 i Föllinge, Jämtland, död 17 maj 1991 i Kungsholms församling, Stockholm, var en svensk skådespelare.

## Biografi
Grefbo var elev vid Norrköping-Linköping stadsteaters elevskola 1947-1949 och antog i samband med att han kom in där namnet Grefbo.  Han filmdebuterade 1948 i Gustaf Molanders långfilm Eva, och han kom att medverka i drygt 80 film- och TV-produktioner. Vid sidan av detta var han även verksam vid Dramaten där han gjorde 16 roller mellan åren 1960 och 1985. Han var också verksam vid Stockholms Stadsteater under 1960- och 1970-talen.
Han gifte sig 1946 med kostymtecknaren Anna-Greta "Age" Olsson, med vilken han fick en dotter.

## Filmografi
- 1948 – Janne Vängmans bravader
- 1948 – Eva
- 1948 – En man gör sitt val
- 1949 – Janne Vängman på nya äventyr
- 1950 – Två trappor över gården
- 1950 – Restaurant Intim
- 1950 – Regementets ros
- 1952 – Farlig kurva
- 1952 – Möte med livet
- 1952 – Trots
- 1952 – Sabotage
- 1953 – Vägen till Klockrike
- 1953 – Dumbom
- 1953 – Sommaren med Monika
- 1953 – Vi tre debutera
- 1953 – Barabbas
- 1954 – I rök och dans
- 1955 – Vildfåglar
- 1955 – Friarannonsen
- 1955 – Den glade skomakaren
- 1956 – Ratataa
- 1956 – Nattbarn
- 1957 – Vägen genom Skå
- 1958 – Jazzgossen
- 1958 – Flottans överman
- 1958 – Vi på Väddö
- 1958 – Musik ombord
- 1959 – Bara en kypare
- 1959 – Brott i paradiset
- 1959 – Fröken Chic
- 1959 – Det svänger på slottet
- 1961 – Ett resande teatersällskap
- 1961 – Svenska Floyd
- 1961 – Stöten
- 1963 – Min kära är en ros
- 1964 – Svenska bilder
- 1968 – Bombi Bitt och jag (TV-serie)
- 1968 – Badarna
- 1969 – Ur kärlekens språk
- 1969 – Bokhandlaren som slutade bada
- 1969 – Eva – den utstötta
- 1969 – Ni ljuger
- 1969 – Pippi Långstrump (TV-serie) - Konstapel Klang
- 1970 – Röda rummet (TV-serie)
- 1970 – Ett möte på Kretjetovkastationen
- 1971 – Dagmars heta trosor
- 1971 – Lockfågeln
- 1972 – Firmafesten
- 1973 – Elsa får piano
- 1973 – Levande bilder
- 1973 – Här kommer Pippi Långstrump - Konstapel Klang
- 1973 – Bröllopet
- 1973 – Någonstans i Sverige (TV-serie)
- 1973 – Emil och griseknoen - Kråkstorparn
- 1973 – Robinson Crusoe
- 1974 – En enkel melodi
- 1975 – Champagnegalopp
- 1975 – Emil i Lönneberga (TV-serie) - Kråkstorparn
- 1975 – Pojken med guldbyxorna (TV-serie) - Bankman
- 1976 – Bel Ami
- 1976 – Klerk
- 1977 – Semlons gröna dalar (TV-serie)
- 1977 – Soldat med brutet gevär (TV-serie)
- 1977 – Bröderna Lejonhjärta
- 1978–1982 – Hedebyborna (TV-serie)
- 1979 – Selambs (TV-serie)
- 1980 – Sverige åt svenskarna
- 1980 – Det vita lyser i mörkret
- 1980 – Barna från Blåsjöfjället
- 1982 – Zoombie (TV-serie)
- 1983 – Midvinterduell
- 1983 – Kalabaliken i Bender
- 1983 – Raskenstam (TV-serie)
- 1983 – Herr Sleeman kommer
- 1984 – Träpatronerna (TV-serie)
- 1985 – Korset (TV-serie)
- 1985 – En ettas dagbok (TV-serie)
- 1986 – Morrhår och ärtor
- 1986 – I lagens namn
- 1986 – Kunglig toilette
- 1986 – Sol över Arla
- 1987 – I dag röd (TV-serie)
- 1988 – Enkel resa
- 1988 – Kråsnålen (TV-serie)
- 1989 – Dårfinkar & dönickar (TV-serie)
- 1989 – Det var då (TV-serie)

## Teater

### Roller
| År   | Roll                                   | Produktion                                                                | Regi                                                   | Teater                           |
| ---- | -------------------------------------- | ------------------------------------------------------------------------- | ------------------------------------------------------ | -------------------------------- |
| 1947 |                                        | Romeo och Julia William Shakespeare                                       | Johan Falck                                            | Norrköping-Linköping stadsteater |
| 1947 |                                        | Kungens paket Staffan Tjerneld och Alf Henrikson                          | Hans Dahlin                                            | Norrköping-Linköping stadsteater |
| 1947 |                                        | Den heliga familjen Rudolf Värnlund                                       | Gunnar Skoglund                                        | Norrköping-Linköping stadsteater |
| 1947 |                                        | Venus S. J. Perelman, Ogden Nash och Kurt Weill                           | Johan Falck                                            | Norrköping-Linköping stadsteater |
| 1948 |                                        | Erik XIV August Strindberg                                                | Johan Falck                                            | Norrköping-Linköping stadsteater |
| 1948 |                                        | Född i går Garson Kanin                                                   | Johan Falck                                            | Norrköping-Linköping stadsteater |
| 1948 |                                        | En midsommarnattsdröm William Shakespeare                                 | Stig Roland                                            | Norrköping-Linköping stadsteater |
| 1948 |                                        | Strändernas svall Eyvind Johnson                                          | Johan Falck                                            | Norrköping-Linköping stadsteater |
| 1949 | Värdshusvärden                         | En komedi om kärlek Jean Anouilh                                          | Johan Falck                                            | Norrköping-Linköping stadsteater |
| 1949 |                                        | Clownen Beppo Else Fisher                                                 |                                                        | Norrköping-Linköping stadsteater |
| 1955 |                                        | Markurells i Wadköping Hjalmar Bergman                                    | Sandro Malmquist                                       | Skansens friluftsteater          |
| 1956 | Sakföraren Krogstad                    | Ett dockhem Henrik Ibsen                                                  | Helge Hagerman                                         | Riksteatern                      |
| 1958 | Munro Slinton Hamock Helmer Hufva      | Funny Boy, revy Hasse Ekman och Povel Ramel                               | Hasse Ekman                                            | Idéonteatern                     |
| 1959 | Medverkande                            | Doktor Kotte slår till eller Siv Olson Hans Alfredson och Tage Danielsson | Per Edström                                            | Idéonteatern                     |
| 1960 | Värden                                 | Till Damaskus, del I August Strindberg                                    | Olof Molander                                          | Dramaten                         |
| 1961 | Gremio                                 | Så tuktas en hustyrann John Fletcher                                      | Lars Barringer                                         | Norrköping-Linköping stadsteater |
| 1961 |                                        | Folk och rövare i Kamomilla stad Thorbjørn Egner och Bjarne Amdahl        | Bertil Norström                                        | Norrköping-Linköping stadsteater |
| 1961 | Mr Watkins                             | Se ditt rätta jag Michael Shurtleff                                       | Lars Barringer                                         | Norrköping-Linköping stadsteater |
| 1962 | Baronen                                | Lek ej med kärleken Alfred de Musset                                      | Ingrid Luterkort                                       | Norrköping-Linköping stadsteater |
| 1962 | Pinchard                               | Fruar på vift Georges Feydeau                                             | Lars Barringer                                         | Norrköping-Linköping stadsteater |
| 1962 | Värdshusvärden                         | Andorra Max Frisch                                                        | Lars Barringer                                         | Norrköping-Linköping stadsteater |
| 1962 |                                        | Kungens paket Staffan Tjerneld och Alf Henrikson                          | Öllegård Wellton                                       | Norrköping-Linköping stadsteater |
| 1962 | Berggren                               | Loppmarknad Tore Zetterholm och Olle Adolphson                            | John Zacharias                                         | Norrköping-Linköping stadsteater |
| 1963 | Förste dödgrävaren Francisco Voltemand | Hamlet William Shakespeare                                                | Lars Barringer                                         | Norrköping-Linköping stadsteater |
| 1963 | Vicomte de Jodelet                     | De löjliga mamsellerna Molière                                            | Lars Gerhard Norberg                                   | Norrköping-Linköping stadsteater |
| 1963 | Anton Lesch                            | I hemligaste laget Arthur Watkyn                                          | Sture Ericson                                          | Norrköping-Linköping stadsteater |
| 1963 | Magistern Lordkanslern                 | Ett drömspel August Strindberg                                            | Olof Molander                                          | Norrköping-Linköping stadsteater |
| 1964 | Richard Voss                           | Fysikerna Friedrich Dürrenmatt                                            | Lars Barringer                                         | Norrköping-Linköping stadsteater |
| 1964 | Advokat Nils Krogstad                  | Ett dockhem Henrik Ibsen                                                  | Lars Barringer                                         | Norrköping-Linköping stadsteater |
| 1964 | Leminou                                | Grop åt andra Pierre-Aristide Bréal                                       | Lars Barringer                                         | Norrköping-Linköping stadsteater |
| 1964 | Malvolio                               | Trettondagsafton, eller Vad ni vill William Shakespeare                   | John Zacharias                                         | Norrköping-Linköping stadsteater |
| 1965 | Hugo Lind                              | Tre vita skjortor Walentin Chorell                                        | Bertil Norström                                        | Norrköping-Linköping stadsteater |
| 1965 | Bauze, militärläkare                   | Soldaten Svejk Karl Larsen                                                | Lars Gerhard Norberg                                   | Norrköping-Linköping stadsteater |
| 1965 | Thomas A. Morgan                       | Fallet Oppenheimer Heinar Kipphardt                                       | John Zacharias                                         | Norrköping-Linköping stadsteater |
| 1965 | Direktören                             | Herr Fancy Arthur Johansson                                               | John Zacharias                                         | Norrköping-Linköping stadsteater |
| 1965 | Greve Almaviva                         | Figaros bröllop Pierre de Beaumarchais                                    | Lars Gerhard Norberg                                   | Norrköping-Linköping stadsteater |
| 1966 |                                        | Ärkeänglar spelar inte falskt Dario Fo                                    | Lars Gerhard Norberg                                   | Norrköping-Linköping stadsteater |
| 1966 | Jesper Gårdsfogde                      | Erasmus Montanus Ludvig Holberg                                           | Torsten Sjöholm                                        | Norrköping-Linköping stadsteater |
| 1966 | Max                                    | Köket Arnold Wesker                                                       | Ernst Günther                                          | Norrköping-Linköping stadsteater |
| 1967 | Bubnoff                                | Natthärbärget eller På botten Maksim Gorkij                               | Lars Gerhard Norberg                                   | Norrköping-Linköping stadsteater |
| 1967 | John-Emery Rockefeller                 | O du milda vilda väst eller Det blåser i sassafrasträden René de Obaldia  | Sture Ericson                                          | Norrköping-Linköping stadsteater |
| 1968 | Knotan                                 | Jaktscener Martin Sperr                                                   | Ernst Günther                                          | Stockholms stadsteater           |
| 1969 | Herr Tot                               | Familjen Tot István Örkény                                                | Ernst Günther                                          | Stockholms stadsteater           |
| 1969 | Mordcha, värdshusvärd                  | Spelman på taket Sheldon Harnick, Joseph Stein och Jerry Bock             | Henny Mürer                                            | Stockholms stadsteater           |
| 1971 | Lafeu                                  | Slutet gott, allting gott William Shakespeare                             | Jonas Cornell                                          | Stockholms stadsteater           |
| 1971 |                                        | Karl Svenssons underbara öden Pi Lind och Jolo                            | Pi Lind                                                | Stockholms parkteater            |
| 1971 |                                        | De vilda svanarna H.C. Andersen                                           | Fred Hjelm                                             | Stockholms stadsteater           |
| 1973 | Brobyprästen                           | Gösta Berlings saga Selma Lagerlöf                                        | Johan Bergenstråhle Marie-Louise De Geer Bergenstråhle | Stockholms stadsteater           |
| 1975 | General Burgenstierna                  | Herr von Hancken Agneta Pleijel                                           | Johan Bergenstråhle                                    | Stockholms stadsteater           |
| 1976 | Rektor Sonnenstich m.fl.               | Längtan Frank Wedekind                                                    | Jonas Cornell                                          | Stockholms stadsteater           |
| 1977 | Överste Itzenblitz                     | Slaget vid Lobositz Peter Hacks                                           | Friedo Solter                                          | Stockholms stadsteater           |
| 1980 | Blocher                                | Fysikerna Friedrich Dürrenmatt                                            | Per Sjöstrand                                          | Dramaten                         |

### Fotnoter
1. 1 2  ”Göthe Grefbo”. Svensk Filmdatabas. http://www.sfi.se/sv/svensk-filmdatabas/Item/?type=PERSON&itemid=62861&iv=OVERVIEW&ref=%2ftemplates%2fSwedishFilmSearchResult.aspx%3fid%3d1225%26epslanguage%3dsv%26searchword%3dg%C3%B6the+grefbo%26type%3dPerson%26match%3dBegin%26page%3d1%26prom%3dFalse. Läst 19 augusti 2012.
2. ↑  Göthe Grefbo Arkiverad 26 mars 2020 hämtat från the Wayback Machine. från Svensk underhållningsmusik, revyer och film 1900–1960
3. ↑  ”Göthe Grefbo”. Dramaten. Arkiverad från originalet den 4 december 2013. https://web.archive.org/web/20131204023930/http://dramaten.se/Dramaten/Medverkande/Rollboken/?qType=person&value=2922. Läst 10 februari 2013.
4. ↑  ”Göthe Grefbo”. Stockholms Stadsteater. http://kulturhusetstadsteatern.se/Teater/. Läst 8 februari 2015.
5. ↑  ”Skansenteatern”. Leopolds antikvariat. Arkiverad från originalet den 28 mars 2016. https://web.archive.org/web/20160328020221/http://www.abm.se/leopolds/Skansenteatern.html. Läst 19 mars 2016.
6. ↑  ”Dockhemspremiär i Emmaboda”. Dagens Nyheter:  s. 14. 3 oktober 1956. Arkiverad från originalet den 24 november 2021. https://web.archive.org/web/20211124132900/https://cached-images.bonnier.news/swift/kb-archive-dn-web/helbild-dagens-nyheter-onsdag-3-oktober-1956-sida-14_1950.jpeg. Läst 24 november 2021.
7. ↑  Leif Zern (12 augusti 1971). ”Rapp och välspelad satir”. Dagens Nyheter:  s. 14. https://arkivet.dn.se/tidning/1971-08-12/11171-216/14. Läst 6 januari 2024.
8. ↑  Annika Holm (29 november 1971). ”Vilda svanar som inte är riktigt flygfärdiga”. Dagens Nyheter:  s. 18. https://arkivet.dn.se/tidning/1971-11-29/324/18. Läst 16 augusti 2018.